# Stitching
Stitching (englisch stitch „nähen“, „heften“) bezeichnet in der Fotografie das  Erstellen einer großen Fotografie aus verschiedenen kleineren Einzelaufnahmen, die (in der Regel überlappende) Ausschnitte des Motivs zeigen.
Stitching wird genutzt, wenn eine Einzelaufnahme nicht den gewünschten Bildwinkel erfassen würde, also als Ersatz für ein Weitwinkelobjektiv oder gar zur Herstellung eines 360°-Panoramas, oder um für großformatige Bilder eine größere Auflösung (Pixelzahl) zu erzielen, als es mit einer Einzelaufnahme aufgrund der beschränkten Auflösung der Kamera möglich wäre.
Anwendungsbeispiele sind Panoramabilder von Landschaften oder Gesamtansichten ausgedehnter Objekte (zum Beispiel Architekturaufnahmen).

Stitchingprozess, vereinfachtes Schema

## Funktionsweise

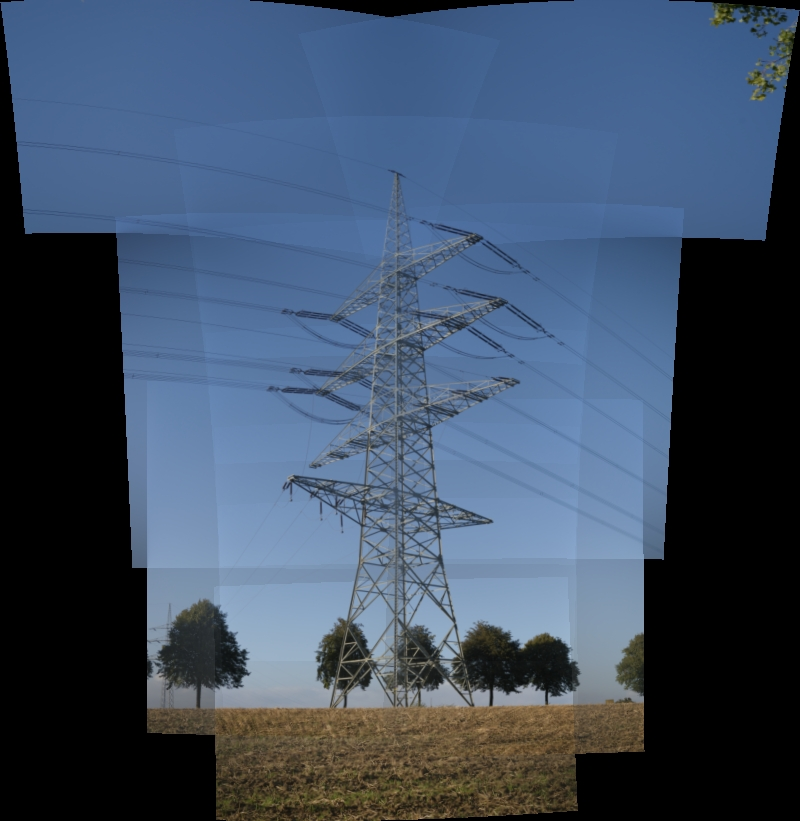
Absichtlich falsch eingestellter Belichtungsausgleich macht die Teilbilder sichtbar

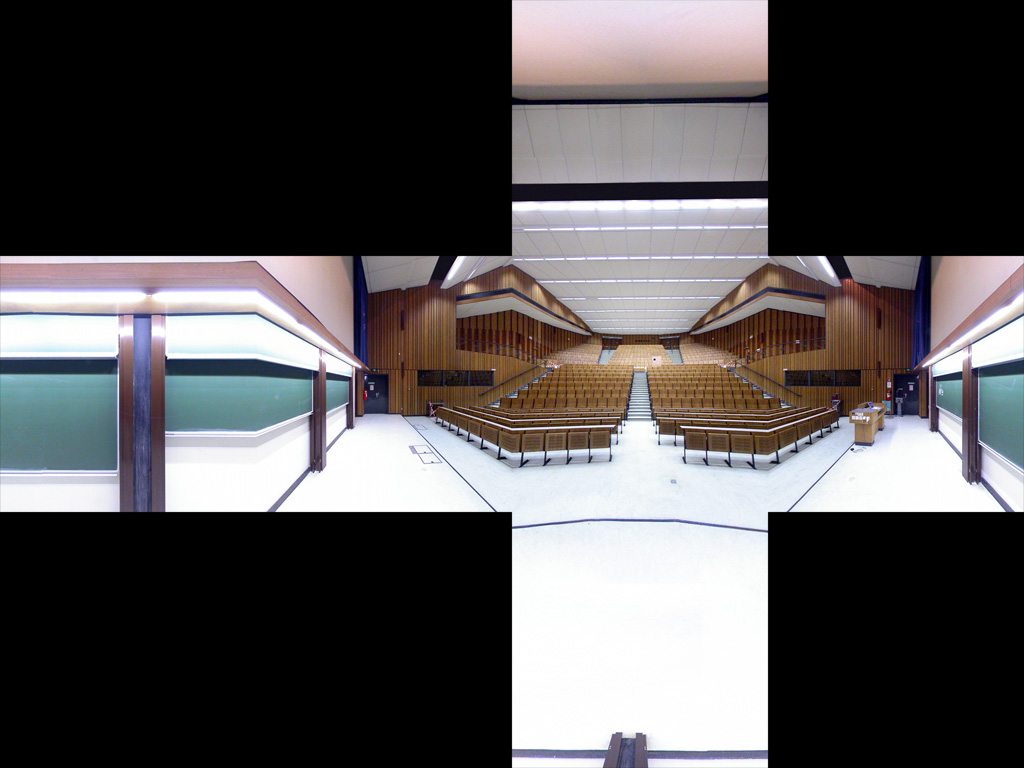
Kubische Darstellung

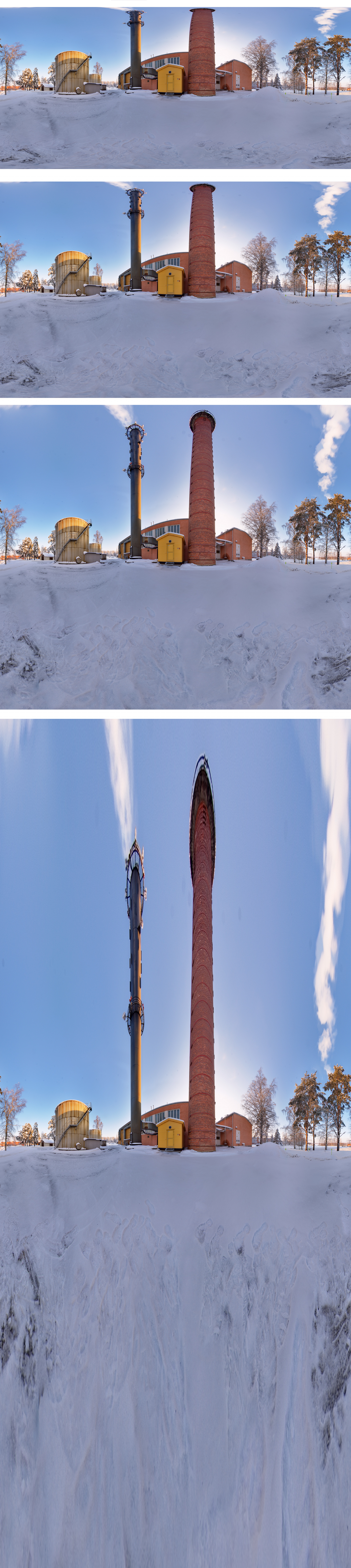
Verschiedene Zylinderprojektionen, von oben: Plattkarte, Miller-Zylinderprojektion, Mercator-Projektion, gerade Zylinderprojektion

Fotografie ist eine zweidimensionale Abbildung der dreidimensionalen Umwelt. Die Reduktion von drei auf zwei Dimensionen erfolgt beim Fotografieren. Stitching erfordert in der Regel, dass alle Teilbilder mit der gleichen Reduktion erfolgen, d. h. vom selben Aufnahmestandpunkt und somit derselben Perspektive. Die Position der Eintrittspupille sollte sich zwischen den Aufnahmen nicht ändern. Es ist nicht möglich, diese Reduktion nachträglich zu verändern, da man den Aufnahmestandpunkt nicht mehr ändern kann. Nach dem Aufnehmen der Bilder kann man nur noch die Art der Abbildung auf das kartesische Koordinatensystem von Monitor oder Papier (Koordinaten der Ebene) wählen.
Den Stitching-Prozess kann man in vier Schritte einteilen:
1. Umrechnung der Ausgangsbilder in ein geeignetes gemeinsames Koordinatensystem
2. Entzerren und Zusammenfügen der Teilbilder
3. Zusammenrechnen der überlappenden Teilbilder
4. Abbildung des entstandenen Bildes auf eine Ebene

Für Schritt 1 bieten sich Kugelkoordinaten an. Jeder Punkt eines Ausgangsbilds wird auf die Oberfläche einer Kugel projiziert, deren Mitte dabei das Projektionszentrum ist. Die Kugelmitte kann man sich an der Stelle denken, von der aus die Teilbilder aufgenommen wurden. Vom Kugelmittelpunkt aus gesehen gibt dann das projizierte Bild im Idealfall einen Ausschnitt der Szene unverfälscht wieder (unverzerrt und mit den richtigen Winkeln zwischen verschiedenen Motivpunkten). Für die richtige Projektion muss das Stitchingprogramm somit den Bildwinkel jeder Aufnahme kennen. Er wird entweder aus den Metadaten bestimmt oder manuell eingegeben.
In Schritt 2 werden die Bilder entzerrt, was vor allem wegen der Verzeichnung des Objektivs nötig ist, und auf der Kugeloberfläche verschoben, um die Überlappungsbereiche bestmöglich zur Deckung zu bringen. Viele Programme können das automatisch erledigen, bieten dem Benutzer aber auch Eingriffsmöglichkeiten, z. B. manuelle Festlegung der Kontrollpunkte, die auf den verschiedenen Teilbildern jeweils das gleiche Motivdetail markieren. Beim Entzerren und Verschieben werden die Kontrollpunkte möglichst gut zur Deckung gebracht. Dies ist ein Optimierungsproblem, bei dem die Verschiebung, Drehung und Entzerrung der Teilbilder so zu bestimmen ist, dass die Abweichung der Kontrollpunkte voneinander minimal wird (typischerweise durch Minimierung der Summe der Quadrate der Abweichungen). Idealerweise sieht dann das ganze von der Kugelmitte betrachtet genauso aus wie die Originalszene vom Aufnahmestandpunkt aus.
In Schritt 3 wird aus den überlappenden Bildern ein gemeinsames berechnet, wobei meist auch eine Belichtungskorrektur und Korrektur des Helligkeitsabfalls zum Bildrand hin notwendig ist, und evtl. auch eine Anpassung des Weißabgleichs.
In Schritt 4 werden die Kugelkoordinaten in kartesische Koordinaten der Ebene umgerechnet, was eine nicht triviale Aufgabe ist (siehe: Kartennetzentwurf). Die Stitchingprogramme bieten hier meist mehrere Möglichkeiten an. Bei diesen Projektionen wird aber nicht die Art der 3D-2D-Reduktion verändert, diese wurde ja schon beim Aufnehmen der Bilder festgelegt, d. h., es erfolgt keine Veränderung von Verdeckungen oder von Größenverhältnissen zwischen Objekten in unterschiedlichen Entfernungen.
Mögliche Projektionsmethoden sind unter anderem:
- polar: wie mit einem Fotoobjektiv direkt aufgenommen. Gerade Linien werden im Allgemeinen gekrümmt wiedergegeben (entspricht der Aufnahme mit einem Fischaugenobjektiv). Dabei gibt es verschiedene Projektionsarten, unter anderem flächentreue, äquidistante und winkeltreue Abbildung. Letztere minimiert Verzerrungen von abgebildeten Objekten (sie werden radial nicht gedehnt oder gestaucht) und wird für Little-Planet-Bilder in der Regel verwendet.
- verzeichnungsfrei: Zentralprojektion von der Kugelmitte; der wichtigste Spezialfall der polaren Projektion. Dabei kann das so erzeugte Bild nur einen Winkel von weniger als 180° zeigen. Ist der Bildwinkel größer als ca. 90°, kommt es in den Randbereichen zu erheblichen Verzerrungen der abgebildeten Objekte. Gerade Linien werden auch auf dem Bild gerade wiedergegeben.
- Projektion auf die Seiten eines Würfels, dessen Mitte mit der Kugelmitte zusammenfällt. Es handelt sich hierbei um sechs Zentralprojektionen, die insgesamt die ganze Kugeloberfläche abbilden. Zwischen diesen entstehen deutlich sichtbare Übergänge, unter anderem geknickte Linien.
- Projektion auf einen Zylindermantel, dessen Achse durch die Kugelmitte geht. Die horizontale Koordinate wird äquidistant abgebildet: jeder Bildpunkt auf dem Zylinder liegt in derselben Ebene wie der Objektpunkt auf der Kugel und die Zylinderachse. Gerade Linien des Motivs, die nicht in einer Ebene mit der Zylinderachse liegen, werden im Allgemeinen gekrümmt wiedergegeben. Für die vertikale Koordinate können unterschiedliche Abbildungen gewählt werden, unter anderem äquidistant (Plattkarte), Mercator-Projektion und gerade Zylinderprojektion (Kugelmitte, Objekt- und Bildpunkt auf einer Geraden). Der Zylindermantel wird schließlich in die Ebene abgewickelt.

Manche Programme ermöglichen es auch, Bilder von einem ebenen Motiv zusammenzufügen, die nicht vom selben Punkt aus aufgenommen wurden. In Hugin wird das „mosaic mode“ genannt. Das Verschieben und Entzerren der Bilder erfolgt dann entsprechend in der Ebene statt auf einer Kugeloberfläche.

## Stitching-Fehler

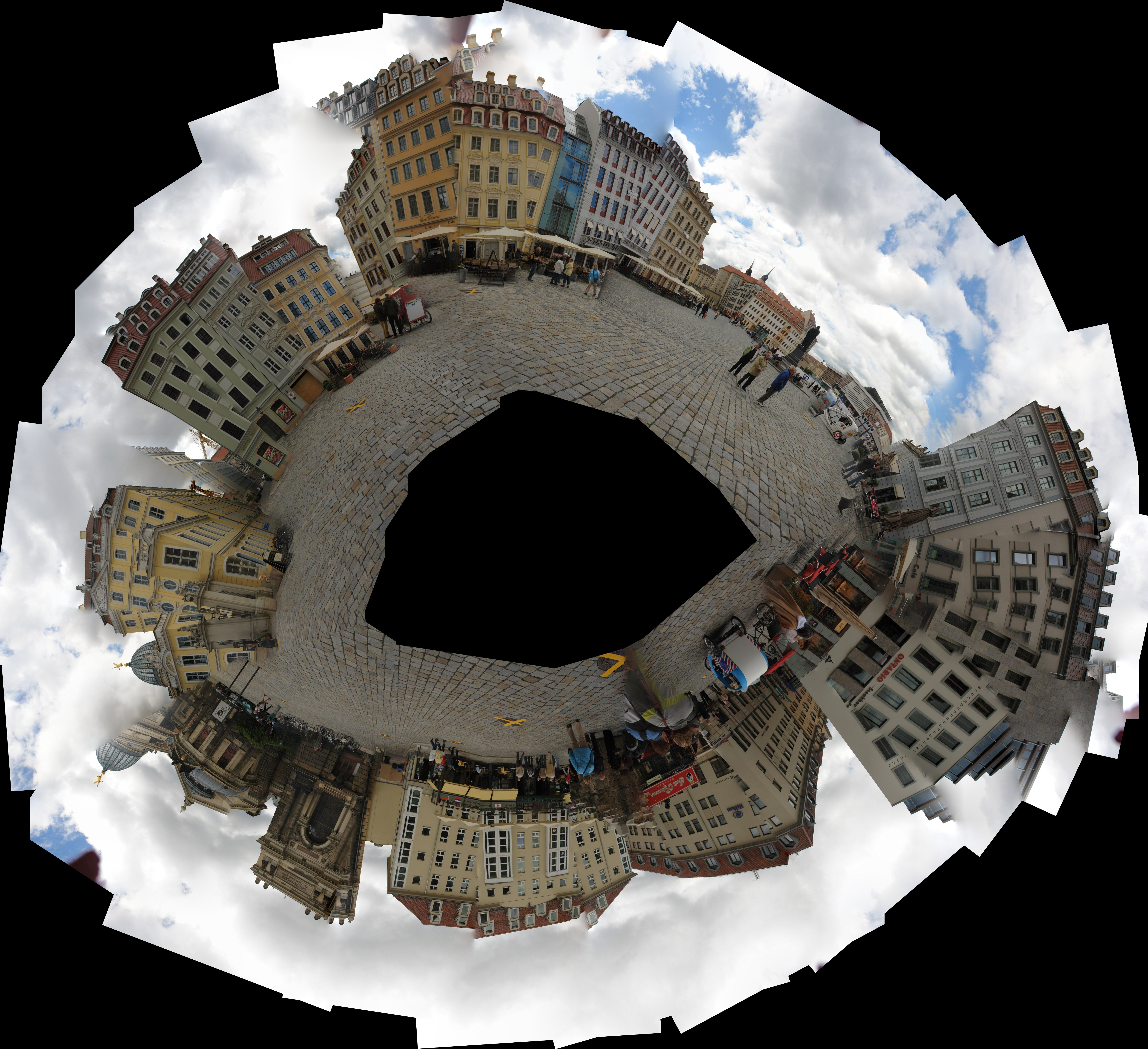
Stitching mit großen Parallaxenfehlern

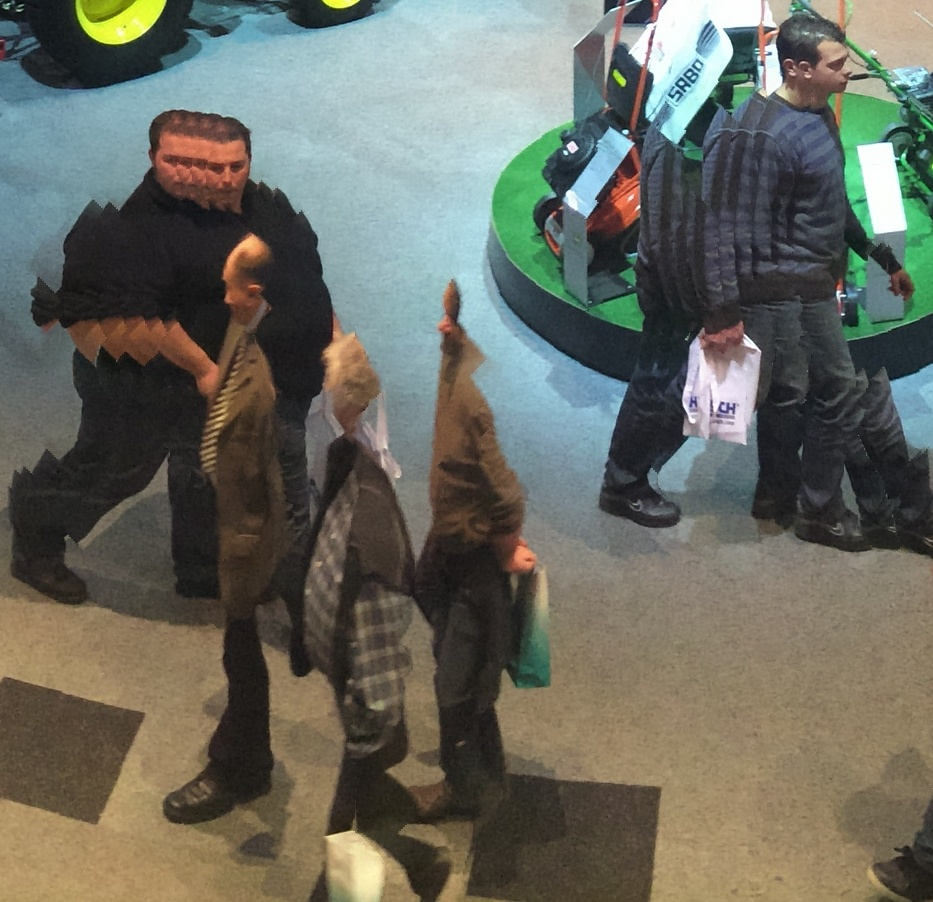
Clone und Ghosting

- Liegt das Zentrum der Eintrittspupille (perspektivisches Zentrum) nicht auf der Drehachse, um die die Kamera zwischen den Einzelaufnahmen gedreht wurde, kommt es zu einer fehlerhaften Zusammensetzung der Bilder (Parallaxenfehler). Im nebenstehenden Bild befand sich in der Mitte des Platzes eine Kirche, um die herum die Bilder gemacht wurden.
- In bewegten Szenen werden sich verändernde Objekte in den Einzelbildern zu unterschiedlichen Zeiten aufgenommen, diese Objekte erscheinen dann teilweise transparent im Bild („Ghosting“) oder mehrfach (sogenannte Klone, im nebenstehenden Bild sind einige Passanten teilweise transparent).
- Belichtungsunterschiede können durch unterschiedliche Kameraeinstellungen, aber auch durch Veränderungen in der natürlichen Beleuchtung entstehen und führen zu unschönen Streifen in den Bildern, wenn diese Unterschiede nicht durch die Software ausgeglichen werden.
- Auch Änderungen des Weißabgleiches zwischen den Einzelaufnahmen führen zu Ungleichmäßigkeiten in den Bildern.
- Foto-Objektive erzeugen in unterschiedlichem Maß eine optische Verzeichnung (tonnen- oder kissen-, auch wellenförmig), die beim Stitching Stufen oder Brüche in Kanten bewirken kann. Die Stitching-Software kann aber in der Regel die Bilder entzerren und somit die Verzeichnung herausrechnen. Auch Kamera-intern oder bei der Nachbearbeitung, z. B. mit Photoshop, kann die Verzeichnung korrigiert werden, meist aber nur teilweise, da viele Programme keine saubere Korrektur von wellenförmiger Verzeichnung ermöglichen.

## Software

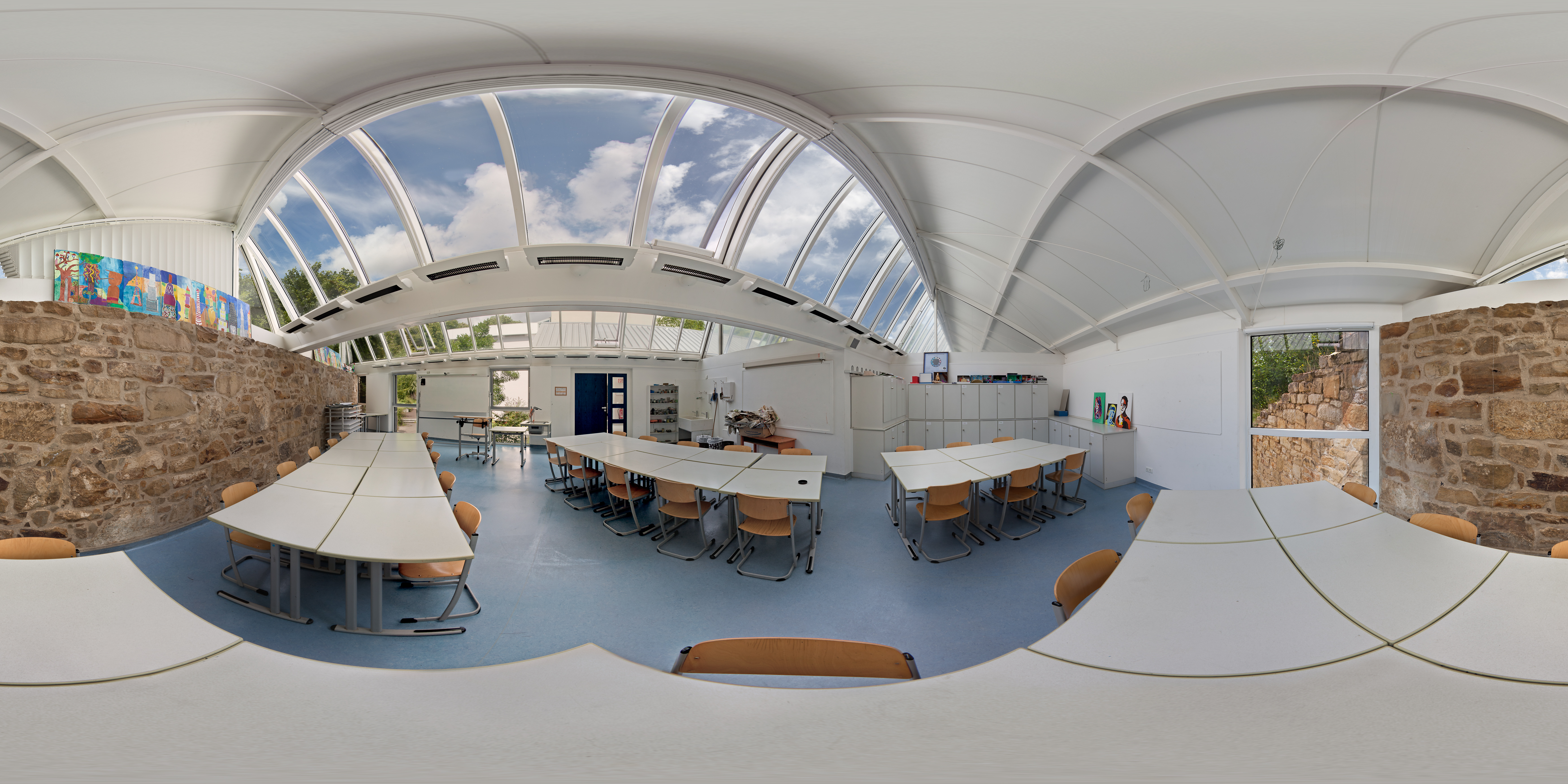
Kugelpanorama

Im Internet gibt es eine große Anzahl kostenloser Stitching-Software. Ebenfalls ist im Lieferumfang von digitalen Fotoapparaten oft eine entsprechende Software enthalten. Der Leistungsumfang und Leistungsfähigkeit von Stitching-Software ist sehr unterschiedlich. Der Funktionsumfang umfasst folgende Funktionen (nicht abschließend):
- Unterstützung von Dateiformaten (Import/Export)
- Umrechnungsverfahren
- Belichtungskorrekturen
- Korrekturverfahren
- Benutzeroberfläche und Anwendungsunterstützung
- Assistentenfunktion

Ferner bieten herkömmliche Bildbearbeitungsprogramme, wie Photoshop (ab Version CS3), auch Stitchingfunktionen.
Es gibt Software zur Wiedergabe von Kugelpanoramen, die einen interaktiv wählbaren Ausschnitt (meist verzeichnungsfrei) zeigen, so dass die gesamte Szene rundum unverzerrt betrachtet werden kann. Bei der interaktiven Darstellung wird meist die QTVR-Technik genutzt. Dabei kann der Nutzer Blickrichtung und Größe des Ausschnitts wählen. Einem solchen Programm wird das Panorama in der Regel als Plattkarte (äquidistante Zylinderprojektion, auch Sphärische Projektion genannt) eingegeben.

### Stitching-Software (Auswahl)
- Adobe Photoshop
- Autopano giga (wie autopano pro, aber mit einigen zusätzlichen Funktionen, u. a. Unterstützung für unterschiedliche Aufnahmepositionen, etwa für Flugaufnahmen)
- Autopano pro (kostenpflichtige Software mit vielen Bearbeitungsmöglichkeiten, Export u. a. auch ins Photoshop-Format; zeitlich unbegrenzte Testversion, Ausgabe dabei jedoch nur mit Stempel)
- PanoramaStudio, kostenpflichtige Software für Mac OS X und Windows
- AutoStitch (nur für Windows, kostenlos, aber mit Pflicht zur Nennung des Programmes bei Veröffentlichung)
- Hugin (freie Software, für Windows, Linux, Mac OS X)
- Microsoft Research Image Composite Editor, kostenlos, offenbar vom selben Autor wie Autostitch, als 32- und 64-bit-Version
- Panorama Tools (kostenlos)
- PTGui (kostenpflichtige Software mit vielen Bearbeitungsmöglichkeiten, Export u. a. auch ins Photoshop-Format; Testversion, Ausgabe dabei jedoch nur mit Stempel)